# Michael Hilgers
Michael Hilgers (Mönchengladbach, 6 augustus 1966) is een voormalig hockeyer uit Duitsland, die speelde als aanvaller. Met de Duitse nationale hockeyploeg nam hij tweemaal deel aan de Olympische Spelen (1988 en 1992). 
Bij zijn tweede olympische optreden, in 1992 in Barcelona, won Hilgers de gouden medaille met de Duitse ploeg, die destijds onder leiding stond van bondscoach Paul Lissek. In de finale tegen Australië (2-1) nam hij beide goals voor zijn rekening. Vier jaar daarvoor won hij de zilveren medaille met de nationale selectie. 
Hilgers speelde in totaal 162 interlands voor zijn vaderland in de periode 1984-1993, waarvan 27 duels in de zaal. In clubverband kwam hij uit voor Gladbacher HTC. Hij werd later directeur van het Warsteiner HockeyPark in zijn geboorteplaats Mönchengladbach, waar in 2006 het WK hockey werd gehouden.

## Erelijst
- 1987 –  Champions Trophy in Amstelveen
- 1988 –  Champions Trophy in Lahore
- 1988 –  Olympische Spelen in Seoul
- 1989 –  Champions Trophy in Berlijn
- 1990 –  Champions Trophy in Melbourne
- 1992 –  Olympische Spelen in Barcelona

Stefan Blöcher · 
Dirk Brinkmann · 
Thomas Brinkmann · 
Heiner Dopp  · 
Hans-Henning Fastrich · 
Carsten Fischer · 
Tobias Frank · 
Volker Fried · 
Uli Hänel · 
Michael Hilgers · 
Andreas Keller · 
Michael Metz · 
Andreas Mollandin · 
Thomas Reck · 
Christian Schliemann · 
Ekkhard Schmidt-Opper · 
Coach: Klaus Kleiter
Andreas Becker · 
Christian Blunck · 
Carsten Fischer · 
Volker Fried  · 
Michael Hilgers · 
Andreas Keller · 
Michael Knauth · 
Oliver Kurtz · 
Christian Mayerhöfer · 
Sven Meinhardt · 
Michael Metz · 
Klaus Michler · 
Christopher Reitz · 
Stefan Saliger · 
Jan-Peter Tewes · 
Stefan Tewes · 
Coach: Paul Lissek